# Бенцун, Марко
Марко Бенцун (хорв. Marko Bencun; род. 9 ноября 1992, Меткович, Дубровачко-Неретванска) — хорватский футболист, игравший на позиции нападающего.

## Клубная карьера
Начал заниматься футболом в команде «Неретва» из родного города. В 2008 году попал в академию «Хайдука» из Сплита.
В 2011 году был отдан в аренду в «Приморац 1929», где играл до конца года. Когда вернулся в «Хайдук», стал привлекаться к матчам первой команды, но игроком основы так и не стал и отдавался в аренды в «Дугополье», «Приморац 1929» и румынский «Брашов».
С 2017 по 2018 года защищал цвета запрешичского «Интера».
В 2018 году присоединился к составу клуба «Зриньски». Сыграл за команду из Мостара 26 матчей в национальном чемпионате.
После четырёх операций на колене, которые не позволили Бенцуну продолжить играть на высоком уровне, в начале 2020 присоединился к любительскому клубу «Неретва» и завершил профессиональную карьеру.

## Карьера за сборную
В 2009 году вызывался в молодёжную сборную Боснии и Герцеговины, за которую сыграл 7 матчей и забил 6 голов.
В 2014 году один матч сыграл один матч за молодёжную сборную Хорватии.

## Достижения

### «Хайдук»
- Обладатель Кубка Хорватии: 2012/13